# Раков Поток
Раков Поток је насељено место у саставу Града Самобора у Загребачкој жупанији, Хрватска. До територијалне реорганизације у Хрватској налазио се у саставу старе загребачке приградске општине Самобор.

## Становништво
На попису становништва 2011. године, Раков Поток је имао 1.134 становника.

## Попис1991.
На попису становништва 1991. године, насељено место Раков Поток је имало 1.005 становника, следећег националног састава:
| Попис 1991.‍   | Попис 1991.‍ | Попис 1991.‍ | Попис 1991.‍ | Попис 1991.‍ |
| ------------- | ----------- | ----------- | ----------- | ----------- |
|               |             |             |             |             |
| Хрвати        | Хрвати      |             | 991         | 98,60%      |
| Муслимани     | Муслимани   |             | 4           | 0,39%       |
| Срби          | Срби        |             | 3           | 0,29%       |
| Мађари        | Мађари      |             | 2           | 0,19%       |
| Македонци     | Македонци   |             | 1           | 0,09%       |
| Словенци      | Словенци    |             | 1           | 0,09%       |
| непознато     | непознато   |             | 3           | 0,29%       |
| укупно: 1.005 |             |             |             |             |